# Zoológico del parque Mitchell
El  Zoológico del parque Mitchell (en inglés: Mitchell Park Zoo; también conocido como Mitchell Park o Parque de Mitchell) está situado en el barrio de Morningside de Durban, Sudáfrica, siendo el único zoológico de esa ciudad.
El zoológico fue establecido como una granja de avestruces en 1910, pero fue inútil y empezó a añadir otros animales. En un tiempo fue el hogar de muchos animales grandes, el más notable de los cuales fue un elefante indio llamado Nellie. Nellie se le concedió al zoológico por el maharajá de Mysore en 1928.
Hoy el Zoológico tiene varios animales más pequeños como el duiker azul, pequeños monos sudamericanos, mapaches y aves diversas. Los animales más grandes en el zoológico de hoy son tortugas gigantes de Aldabra. 